# Religionstheologischer Pluralismus
Der religionstheologische Pluralismus (auch pluralistische Religionstheologie) ist ein Modell der Religionstheologie, also eine Form der theologischen Beurteilung anderer Religionen, die auf Gleichwertigkeit abzielt.

## Einteilung und Abgrenzung
Während der Exklusivismus nur die eigene Religion für wahr hält (siehe auch Absolutheitsanspruch) und der Inklusivismus zwar andere Religionen teilweise anerkennt, die eigene Religion jedoch als in irgendeiner Weise vorrangig, überlegen oder zentraler betrachtet, sieht der Pluralismus zumindest einige Religionen als prinzipiell möglicherweise gleichwertige Wege an. Das heißt jedoch nicht, dass alle Religionen oder religiösen Lehren, Praktiken etc. letztlich gleich wären und auch nicht, dass alle Religionen theologisch gleichwertig sind. Beispielsweise wird die Möglichkeit offen gehalten, dass für einen bestimmten Menschen eine gegebene Religion tatsächlich einen Weg eröffnet, eine andere gegebene Religion aber nicht. Ebenso können sich manche Religionen oder Kulte auch als destruktiv erweisen. Religiöser Pluralismus ist also nicht mit Relativismus gleichzusetzen. Die Konzeptionen eines religionstheologischen Pluralismus werden von unterschiedlichen Standpunkten her und aus verschiedenen Gründen kritisiert.

## Kritik
Aus der Perspektive des Neuansatzes einer Theologie Interreligiöser Beziehungen erscheinen pluralistische Religionstheologien als zu kognitiv ausgerichtet. Sie unterschätzen die in interreligiösen Beziehungen bedeutenden Medien, Räume und Zeiten, stellen religiöse Menschen wesentlich individualistisch dar und unterschätzen die Tatsache, dass Beziehungen nicht monolinear funktionieren, sondern sich in einer Mehrzahl von Beziehungsebenen und sozialen Vernetzungen ereignen.
Während für viele Vertreter einer pluralistischen Religionstheologie die Frage nach dem endzeitlichen Heil zentral ist, wird von anderen eingewendet, dass diese Betonung des Erlösungsgedankens die Frage nach der objektiven Wahrheit der Religionen ausblende oder verkürze, so beispielsweise von Armin Kreiner und Max Seckler.

## Vertreter
Bekannte christliche Theologen, die einen religionstheologischen Pluralismus vertreten, sind John Hick, Perry Schmidt-Leukel, Eugen Drewermann, Aloysius Pieris, David Steindl-Rast und Paul F. Knitter.
Das Modell John Hicks führt hierbei den Begriff des „Ewigen Einen“ als inhaltliche Komponente aller Religionen ein. Unterschiedliche religiöse Ansichten und Praktiken fußen hierbei auf dem jeweiligen menschlichen Betrachten der transzendentalen göttlichen Realität. Somit schreibt Hick jeder Religion ein gewisses Maß an Wahrheit, aber auch an partikularen Traditionen und historisch geprägten Konstruktionen zu.
Das Bahaitum vertritt eine grundlegend pluralistische Position bezüglich religiöser und metaphysischer Lehren.